# David Krumholtz
David Krumholtz (ur. 15 maja 1978 w Nowym Jorku) – amerykański aktor telewizyjny, producent filmowy i scenarzysta, najlepiej znany jako Charlie Eppes z serialu CBS Wzór.

## Życiorys

### Wczesne lata
Urodził się w nowojorskiej Queens w rodzinie wyznania mojżeszowego, która żyła na skraju ubóstwa jako syn Judy i Michaela Krumholtz. Jego dziadkowie ze strony ojca wyemigrowali z Polski. Jego matka przeprowadziła się do Stanów Zjednoczonych z Węgier w 1956. Miał starszą siostrę Dawn (ur. 1972). Uczęszczał do Stephen A. Halsey Junior High School w Forest Hills w Queens. Ukończył studia na Uniwersytecie Nowojorskim.

### Kariera
W wieku 13 lat rozpoczął swoją karierę na Broadwayu jako młody Charlie w sztuce Conversations with My Father (1992) u boku Judda Hirscha, Tony’ego Shalhouba i Jasona Biggsa. Rok potem trafił na ekran w komedii Barry’ego Sonnenfelda Rodzina Addamsów II (Addams Family Values, 1993) z Anjelicą Huston, Raúlem Julią i Christiną Ricci. Za rolę Barry’ego Cormana w komedii Mikey i ja (Life with Mikey, 1993) z udziałem Michaela J. Foxa, Nathana Lane i Cyndi Lauper nominowany był do Young Artist Award. Stał się rozpoznawalny przez dzieci jako sarkastyczny elf Bernard z komedii familijnej fantasy Śnięty Mikołaj (The Santa Clause, 1994) i sequelu Śnięty Mikołaj 2 (The Santa Clause 2, 2002) z Timem Allenem.
Wystąpił jako David Richardson w sitcomie Fox Monty (1994) z Henrym Winklerem. W latach 2005–2010 grał postać Charlesa Edwarda Eppesa w serialu CBS Wzór (Numb3rs).

## Życie prywatne
Krumholtz przyjaźni się z innym aktorem, Jasonem Segelem. W 2007 zamieszkał w Los Angeles. W czerwcu 2008 związał się z Vanessą Britting, którą poślubił 22 maja 2010 w nowojorskim The Plaza Hotel. Mają córkę Pemmę Mae i syna Jonasa.

## Filmografia

### Filmy
- 1993: Mikey i ja jako Barry Corman
- 1993: Rodzina Addamsów II jako Joel Glicker, adorator Wednesday
- 1994: Śnięty Mikołaj jako elf Bernard
- 1997: Burza lodowa jako Francis Davenport
- 1998: Slumsy w Beverly Hills jako Ben Abromowitz
- 1999: Zakochana złośnica jako Michael Eckman
- 1999: Smak wolności jako Yussel
- 2000: Jak zabić psa sąsiada? jako Brian Sellars
- 2001: Mexican jako Beck
- 2001: Sidewalks of New York jako Benjamin Bazler
- 2002: Facet z odzysku jako Owen
- 2002: Gruba ryba – bukmacher z kampusu jako Benny Silman
- 2002: Śnięty Mikołaj 2 jako elf Bernard
- 2002: Ściąganie
- 2004: Gdzie jest Kitty? jako Abe Fiannico
- 2004: O dwóch takich, co poszli w miasto jako Goldstein
- 2004: Ray jako Milt Shaw
- 2005: Zgadnij kto jako Jerry MacNamara
- 2005: My Suicidal Sweetheart jako Max
- 2006: Bobby jako agent Phil
- 2006: Kostka przeznaczenia jako chłopiec z bractwa 2
- 2007: Śmierć na żywo jako Rex
- 2007: Supersamiec jako Benji Austin
- 2007: Terra jako komandor Terrian (głos)
- 2007: Idź twardo: Historia Deweya Coxa jako Schwartzberg
- 2008: Harold i Kumar uciekają z Guantanamo jako Goldstein
- 2009: Stary, kocham cię jako kumpel Sydneya
- 2011: Pan Popper i jego pingwiny jako Kent
- 2013: To już jest koniec (film Setha Rogena i Evana Goldberga) – w roli samego siebie
- 2014: Sędzia jako Mike Kattan
- 2016: Ave, Cezar! jako komunistyczny scenarzysta 4
- 2017: Na karuzeli życia jako Jake
- 2018: Ballada o Busterze Scruggsie jako Francuz w Saloonie
- 2019: Nocny patrol jako Stroke Adams

### Seriale TV
- 1993: Prawo i porządek jako Scott Fisher
- 2000: Luzaki i kujony jako Barry Schweiber
- 2000: Kto tu zwariował jako Bob Wexler
- 2000–2002: Ostry dyżur jako Paul Sobriki
- 2001–2002: Studenciaki jako Greg
- 2005–2010: Wzór jako Charlie Eppes
- 2010: Prawo i porządek: sekcja specjalna jako dr Vincent Prochik